# Sclerocypha bisignata
Sclerocypha bisignata là loài chuồn chuồn trong họ Chlorocyphidae. Loài này được McLachlan mô tả khoa học đầu tiên năm 1870.